# Los Marzos Pequeña
Los Marzos Pequeña är en ort i Mexiko.   Den ligger i kommunen Irimbo och delstaten Michoacán de Ocampo, i den södra delen av landet, 140 km väster om huvudstaden Mexico City. Los Marzos Pequeña ligger 2 170 meter över havet och antalet invånare är 115.
Terrängen runt Los Marzos Pequeña är kuperad åt sydväst, men åt nordost är den platt. Runt Los Marzos Pequeña är det ganska tätbefolkat, med 93 invånare per kvadratkilometer. Närmaste större samhälle är Ciudad Hidalgo, 11,4 km väster om Los Marzos Pequeña. I omgivningarna runt Los Marzos Pequeña växer huvudsakligen savannskog.